# Liste von Kathedralen in Afrika
Liste von Kathedralen in Afrika.

## Ägypten
- Alexandrien:
  - Markuskathedrale, 20. Jh., bis 1047 alleiniger Sitz des koptischen Papstes, heute Konkathedrale
  - Kathedrale St. Katharina, röm.-kath.
  - Griechisch-orthodoxe Kathedrale Evangelismos
- Assuan: Michaelskathedrale
- Berg Sinai: Kloster St. Katharina, orth.
- Kairo:
  - Markuskathedrale, 1965–1968, seit ihrer Weihe Kathedrale des Koptischen Papstes, ʿAbbāsīya
  - Kirche der Jungfrau Maria (Sitt Mariam), genannt Hängende Kirche (al-Muallaqah), 3. Jh., Umbauten im 7. und 10. Jh., ab 1047 Kathedrale  Sitz des koptischen Papstes, Alt-Kairo
  - Kathedrale Mariä Verkündigung, arm.-kath.
  - Maronitische Kathedrale, maron.-kath.
  - Syrische Kathedrale, syr.-kath.
  - Konkathedrale Liebfrauenbasilika von Heliopolis, röm.-kath.
  - Georgskathedrale des griechisch-orthodoxen Patriarchats von Alexandrien, Alt-Kairo
  - Kathedrale St. Markus, koptisch-orthodox, im Stadtteil Azbakeya
  - Kathedrale unserer Frau von Fatima, (chaldäisch-katholisch)
  - Auferstehungskathedrale, (griechisch-katholisch)
  - Allerheiligen-Kathedrale, anglikanisch
  - Kathedrale Unserer Lieben Frau von Ägypten (koptisch-katholisch), Nasr City
- El-Manshiya: Kathedrale von El-Manshiya (griechisch-katholisch)
- Neue Hauptstadt Ägyptens: Christi-Geburt-Kathedrale, 2019, koptisch-orthodox
- Qasr Ibrim: Kathedrale von Qasr Ibrim, 7. Jh., im 12. Jh. zerstört, gut erhaltene Ruine einer Basilika

## Äquatorialguinea
- Bata, 1954, Kathedrale St. Jakob und Unsere Liebe Frau von Pilar, röm.-katholisch
- Ebebiyín, 1950, röm.-katholisch
- Evinayong, Kathedrale St. Josef, röm.-katholisch
- Malabo, Kathedrale Santa Isabel, 1897–1916, röm.-katholisch
- Mongomo, Kathedralbasilika der Unbefleckten Empfängnis, 2006–2011, röm.-katholisch

## Äthiopien
- Addis Abeba, St. Georg, 1896 (Bauform in Landestradition), koptisch-orthodox
- Addis Abeba, Hl. Dreifaltigkeit, 1928 (Vorgängerbau 1887), koptisch-orthodox
- Adigrat, Kathedrale des Heiligen Erlösers, 1969, äthiopisch-katholisch
- Aksum, St. Maria Zion, 17. Jh. (Vorgängerbau 4. Jh.), koptisch-orthodox

## Algerien
- Algier: Ehemalige Kathedrale St. Philippe, heute Ketchaoua-Moschee
- Constantine: Kathedrale zu den sieben Schmerzen, röm.-katholisch
- Oran:
  - Marien-Kathedrale, röm.-katholisch
  - Sacré-Coeur-Kathedrale, 1903–1906, röm.-katholisch

## Angola

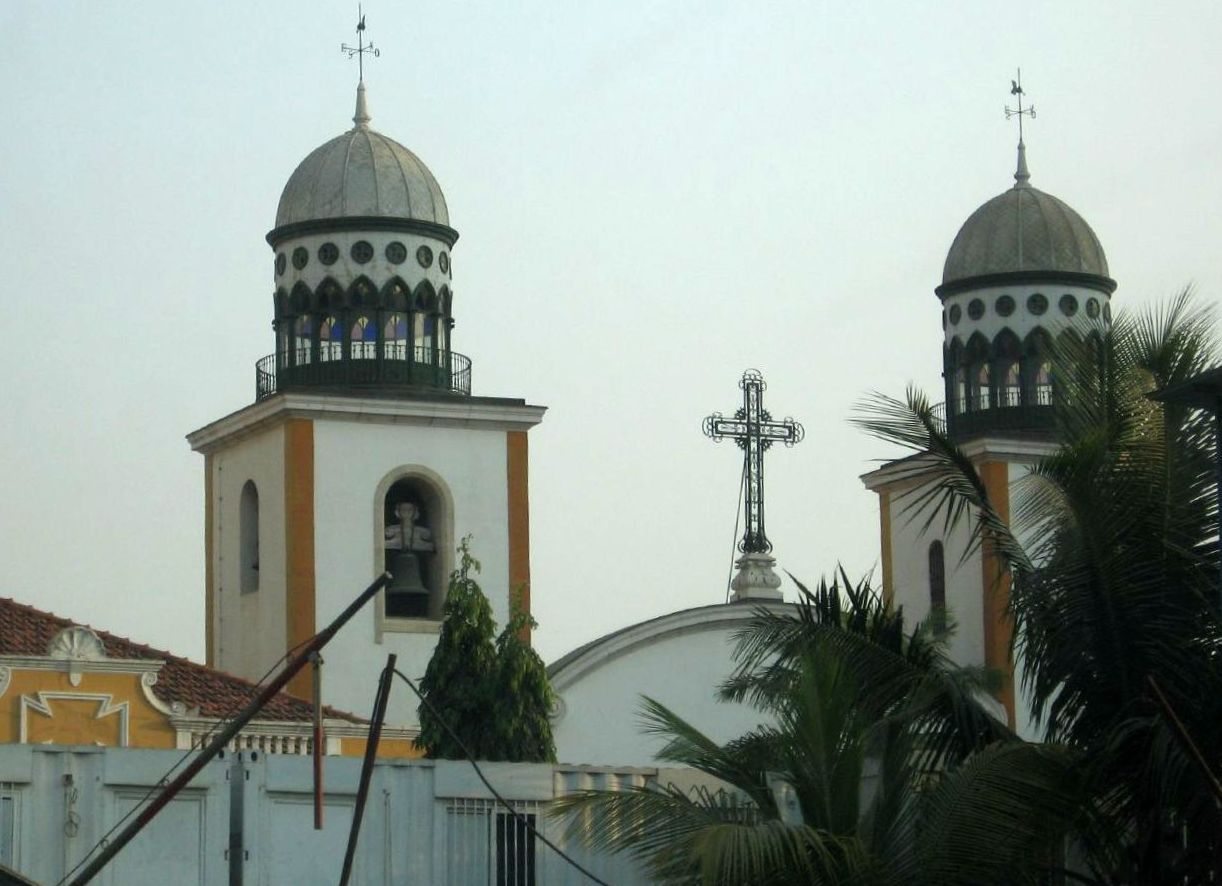
Kathedrale von Luanda

- Benguela, Kathedrale Nossa Senhora de Fátima, röm.-katholisch
- Cabinda, Sé Catedral de Nossa Senhora Rainha do Mundo, röm.-katholisch
- Caxito, Sé Catedral de Sant’Ana, röm.-katholisch
- Dundo, Sé Catedral de Nossa Senhora da Conceiçao, röm.-katholisch
- Huambo, Kathedrale Nossa Senhora da Conceição, röm.-katholisch
- Luanda, Sé Catedral de São Salvador[1], 1583, Bistum „Angola e Congo“ seit 1596, ab 1940 Erzbistum Luanda, röm.-katholisch
- Lubango, Sé Catedral de São José, röm.-katholisch
- Malanje, Sé Catedral de Nossa Senhora da Assunção, röm.-katholisch
- Saurimo, Sé Catedral de Nossa Senhora da Assunção, röm.-katholisch

## Benin
- Abomey: Cathédrale Saints Pierre et Paul, röm. katholisch
- Cotonou: Cathédrale Notre-Dame-de-Miséricorde, röm. katholisch
- Parakou: Cathédrale Saints Pierre et Paul, röm. katholisch
- Porto-Novo: Cathédrale Notre Dame de l’Immaculée Conception, röm. katholisch

## Burkina Faso
- Ouagadougou: Kathedrale von Ouagadougou, 1934–1936, röm.-katholisch

## Burundi
- Cathédrale Christ Roi in Bubanza, röm.-katholisch
- Cathédrale Regina Mundi in Bujumbura, röm.-katholisch
- Cathédrale Christ Roi in Citega, röm.-katholisch

## Elfenbeinküste
- Agboville: Cathédrale Saint-Jean-Marie-Vianney, röm. katholisch
- Abidjan: Cathédrale Saint-Paul d'Abidjan, kath. Erzdiözese
- Gagnoa: Cathédrale Sainte-Anne, röm.-katholisch
- Grand-Bassam: Cathédrale Sacré Cœur, röm. katholisch
- Bouaké: Cathédrale Sainte-Thérèse, röm.-katholisch
- Man: Saint Michel, röm. katholisch
- Yamoussoukro: Cathédrale Saint-Augustin, röm.-katholisch
- Yopougon: Cathédrale Saint-André, röm. katholisch

## Eritrea
- Asmara:
  - Kidane-Mehret-Kathedrale, eritreisch-katholisch
  - Nda Mariam, koptisch
  - Kirche Unserer Lieben Frau vom Rosenkranz, Ex-Hauptkirche des Apostolischen Vikariats Asmara

## Gabun
- Lambaréné, Cathédrale de Saint François Xavier, 1885–1899, röm.-katholisch
- Libreville, Cathédrale Notre Dame de l’Assomption = Cathédrale Sainte Marie à Libreville, Bauzeit?, röm.-katholisch
- Mouila, Cathédrale de Saint-Jean Apôtre, 2007 geweiht, röm.-katholisch
- Oyem, Cathédrale Sainte-Thérèse, röm.-katholisch

## Gambia
- Banjul:
  - Anglikanische Kathedrale von Banjul, erbaut 1933
  - Römisch-katholische Kathedrale von Banjul, Bauzeit 1913 bis 1916

## Ghana
Römisch-Katholische Kathedralen:
- Holy Spirit Cathedral in Accra

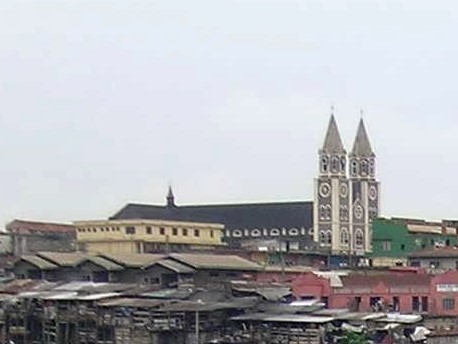
Kathedralbasilika St. Peter in Kumasi

- St. Francis de Sales Cathedral in Cape Coast
- St. Anne’s Cathedral in Damongo
- Cathedral of St. Anthony of Padua in Goaso
- Sacred Heart Cathedral in Ho
- Christ the King Cathedral in Akatsi
- St. George’s Cathedral in Koforidua
- St. Paul Cathedral in Mampong
- Kathedralbasilika St. Peter in Kumasi
- Kathedralbasilika Maria von den Sieben Schmerzen in Navrongo
- St. Thomas Cathedral in Obuasi
- Our Lady Star of the Sea Cathedral in Takoradi
- Christ the King Cathedral in Sunyani
- Our Lady of Annunciation Cathedral in Tamale
- Cathedral of St. Paul in Techiman
- St. Andrew’s Cathedral in Wa
- Cathedral of St. Joseph in Wiawso
- Cathedral of Our Lady of Lourdes in Yendi
- St. Michael Co-Cathedral in Keta
- St. Gabriel’s Co-Cathedral in Konongo
- Sacred Heart Co-Cathedral in Bolgatanga

Anglikanische Kathedralen:
- Kathedrale der heiligen Dreifaltigkeit in Accra
- Christ Church Cathedral in Cape Coast[3]
- Cathedral Church of St. George the Martyr in Ho[4]
- Saint Cyprian's Anglican Cathedral in Kumasi[5][6]
- The Cathedral Church of Ascension in Sefwi-Wiawso[7]
- Bishop Agliomby's Memorial Cathedral in Tamale[8]
- St Andrews Cathedral in Sekondi[9]
- St. Anselm's Anglican Cathedral in Sunyani[10]
- St. Peter’s Anglican Cathedral in Koforidua[11]

Methodistische Kathedralen:
- Wesley Methodist Cathedral in Kumasi

## Guinea
- Conakry: Cathédrale Sainte-Marie, ab 1928, röm.-katholisch

## Guinea-Bissau
- Bafatá: Sé Catedral de Nossa Senhora da Graça, röm.-katholisch

## Kap Verde
- Mindelo: Catedral Nossa Senhora da Luz, röm.-katholisch
- Praia: Kathedrale Maria Himmelfahrt, röm.-katholisch

## Kamerun

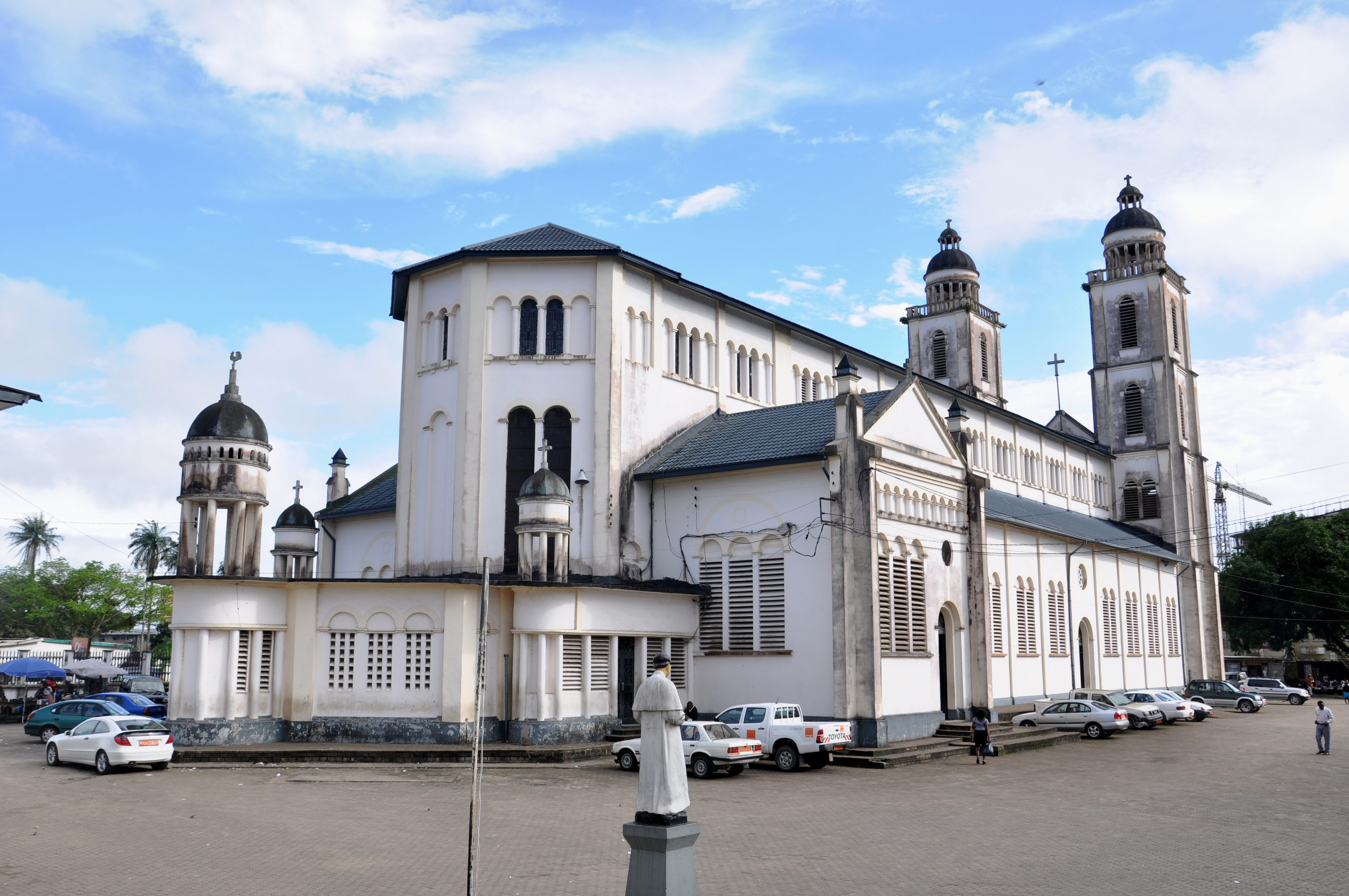
Sankt Peter und Paul Kathedrale in Douala

- Bafoussam: Cathédrale Saint-Joseph, röm.-katholisch
- Bamenda: St. Joseph’s Metropolitan Cathedral, röm.-katholisch
- Bertoua: Holy Family Cathedral, röm.-katholisch
- Douala: Cathédrale Saint-Pierre et Saint-Paul, 1933–1936, röm.-katholisch
- Eséka: Cathédrale Notre Dame de Fatima, röm.-katholisch
- Garoua: Cathédrale Sainte Thérèse, röm.-katholisch
- Kumbo: St. Theresa Cathedral, röm.-katholisch
- Mamfe: St. Joseph’s Cathedral, röm.-katholisch
- Mbalmayo: Cathédrale Saint-Rosaire, röm.-katholisch
- Yagoua: Cathédrale Sainte-Anne, röm.-katholisch
- Yaoundé: Cathédrale Notre Dame des Victoires, Bauzeit: 1955, röm.-katholisch

## Kenia

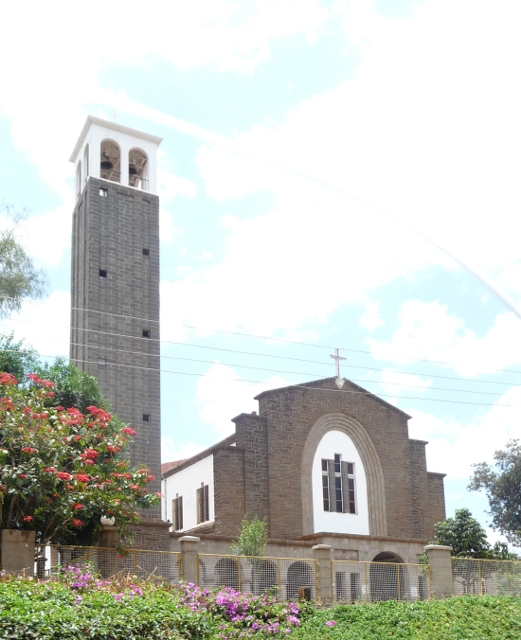
Kathedrale Our Lady of Consolata in Nyeri

- Bungoma, Cathedral of Christ the King, röm.-katholisch
- Eldoret, St. Joseph Cathedral, röm.-katholisch
- Embu, Sts. Peter and Paul Cathedral, röm.-katholisch
- Garissa, Our Lady of Lourdes Cathedral, röm.-katholisch
- Homa Bay, St. Paul’s Cathedral, röm.-katholisch
- Kericho, Cathedral of the Sacred Heart of Jesus, röm.-katholisch
- Kisumu, St. Theresa’s Cathedral, röm.-katholisch
- Kitui, Cathedral of Our Lady of Africa, röm.-katholisch
- Lodwar, Cathedral of St. Augustine, röm.-katholisch
- Malindi, Cathedral of St. Anthony, röm.-katholisch
- Machakos, Cathedral of Our Lady of Lourdes, röm.-katholisch
- Maralal, Cathedral of Sts. Peter and Paul, röm.-katholisch
- Mombasa, Heilig Geist Kathedrale, röm.-katholisch
- Nairobi, Kathedralbasilika Heilige Familie, 1960, röm.-katholisch
- Nakuru, Christ the King Cathedral, röm.-katholisch
- Ngong, Pro-Kathedrale Hl. Josef der Arbeiter, röm.-katholisch
- Nyeri, Our Lady of Consolata Cathedral, röm.-katholisch

## Demokratische Republik Kongo
Kartenmaterial der Kathedralen siehe Referenz:

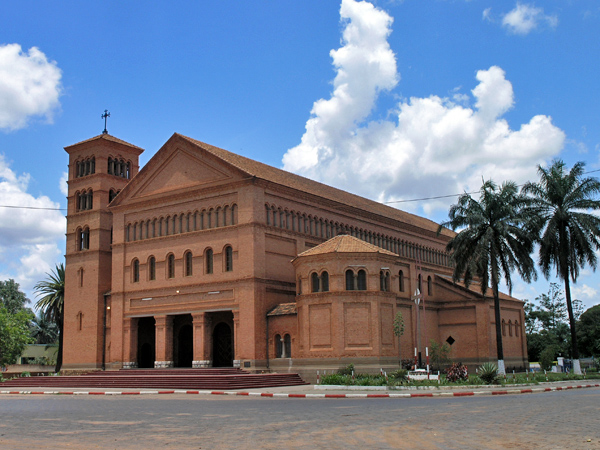
Cathédrale Saints Pierre et Paul in Lubumbashi

- Cathédrale Notre Dame de l’Assomption in Boma, röm-katholisch
- Cathédrale Sainte-Croix in Bondo
- Cathédrale Notre-Dame de la Paix in Bukavu, röm.-katholisch
- Cathédrale Saint-André in Butembo
- Cathédrale Saint Joseph in Goma
- Cathédrale Saint Kizito in Idiofa, röm.-katholisch
- Cathédrale Saint-Albert in Inongo
- Cathédrale Marie Médiatrice in Isangi
- Cathédrale Christ-Roi in Kalemie
- Cathédrale Saint Joseph Mikalayi in Kazumba
- Cathédrale Saint Charles Borromée in Kasongo, röm.-katholisch
- Cathédrale Saint André in Kilwa
- Co-Cathédrale Sainte-Croix in Kasenga
- Cathédrale Notre-Dame du Congo in Kinshasa
- Cathédrale Notre-Dame du Rosaire in Kisangani, röm.-katholisch
- Cathèdrale Notre Dame de Sept Douleurs in Kisantu
- Cathédrale Saints Pierre et Paul in Lubumbashi
- Cathédrale Saint-Eugène in Mbandaka
- Cathédrale Saint-Antoine-de-Padoue in Molegbe

## Liberia
- Cape Palmas: Cathedral of St. Therese of the Child Jesus, röm.-katholisch
- Gbarnga: Cathedral of the Holy Spirit, röm.-katholisch
- Monrovia: Sacred Heart Cathedral, röm. katholisch

## Libyen
- Bengasi: Kathedrale von Bengasi, röm.-katholisch
- Tripolis: Ehemalige Kathedrale, röm.-katholisch

## Madagaskar
- Ambositra: Cathedral of the Immaculate Heart of Mary, röm.-kath.
- Andohalo: Cathedral Immaculate Conception of Andohalo, röm.-kath.
- Farafangana: Cathedral Sacred Heart of Jesus, röm.-kath.
- Fianarantsoa: Cathedral Holy name of Jesus, röm.-kath.
- Moramanga:
  - Cathedral of the Sacred Heart, röm.-kath.
  - Cathedral Sacred Heart of Jesus, röm.-kath.

## Malawi
- Blantyre: Limbe Cathedral of Our Lady, röm.-katholisch
- Karonga: Cathedral of St. Mary, röm.-katholisch
- Likoma: St. Peter’s Cathedral, 1903, anglikanisch
- Mzuzu: St. Peter’s Cathedral, röm.-katholisch

## Mali
- Bamako: Cathédrale du Sacré-Coeur de Jésus, 1927, röm.-katholisch

## Marokko

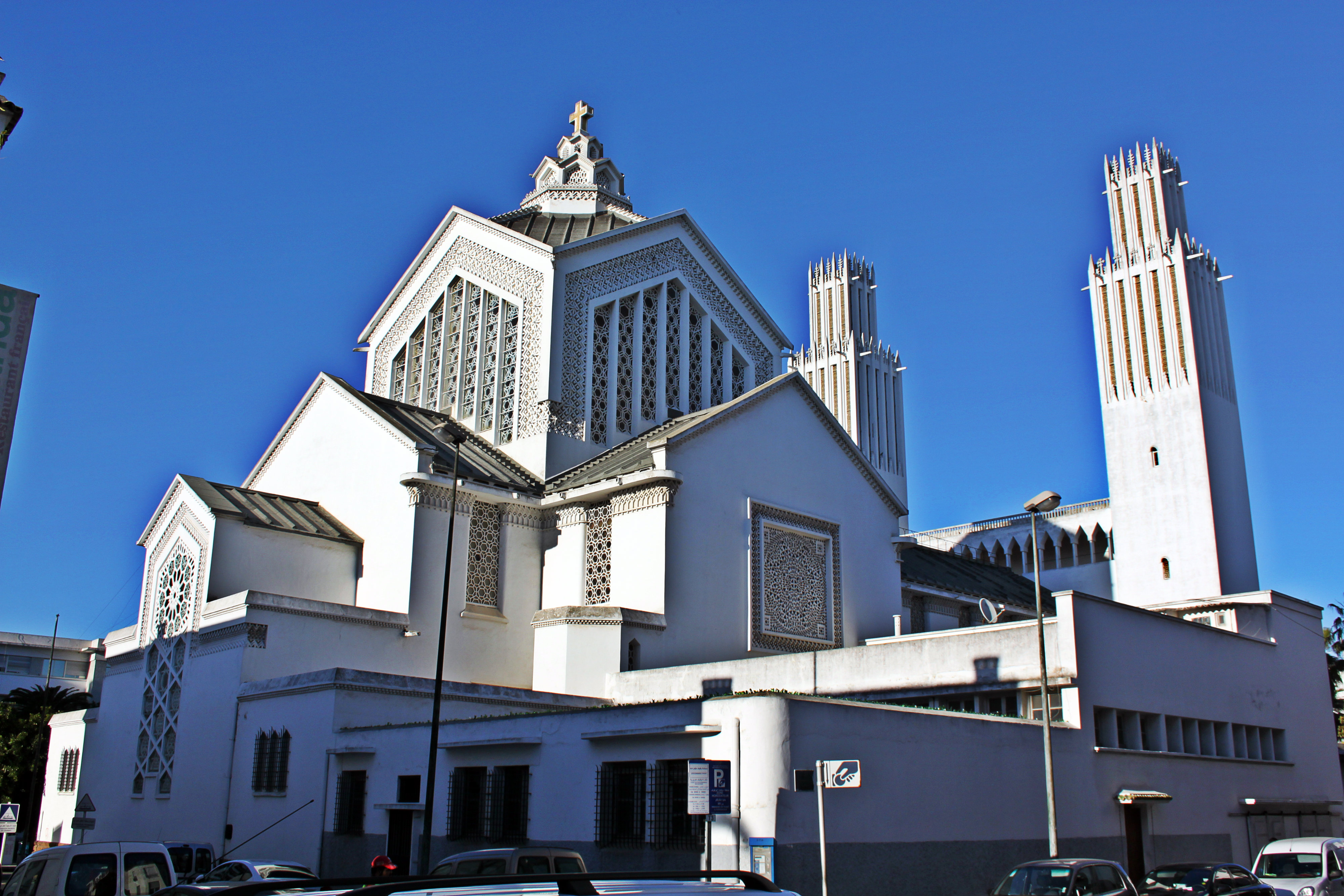
Cathédrale Saint-Pierre, Rabat

- Rabat: St.-Peter-Kathedrale, röm.-katholisch
- Tanger: Kathedrale Maria Himmelfahrt, Bauzeit: 1960, röm.-katholisch
- Tanger: Kathedrale Sacré-Coeur, kath. (ehemalige Kathedrale)

## Mauretanien
- Nouakchott: Kathedrale St. Joseph, röm.-katholisch

## Mauritius
- Port Louis: Kathedrale St. Louis, röm.-katholisch
- Mahébourg: Kathedrale Notre Dame, röm.-katholisch

## Mosambik

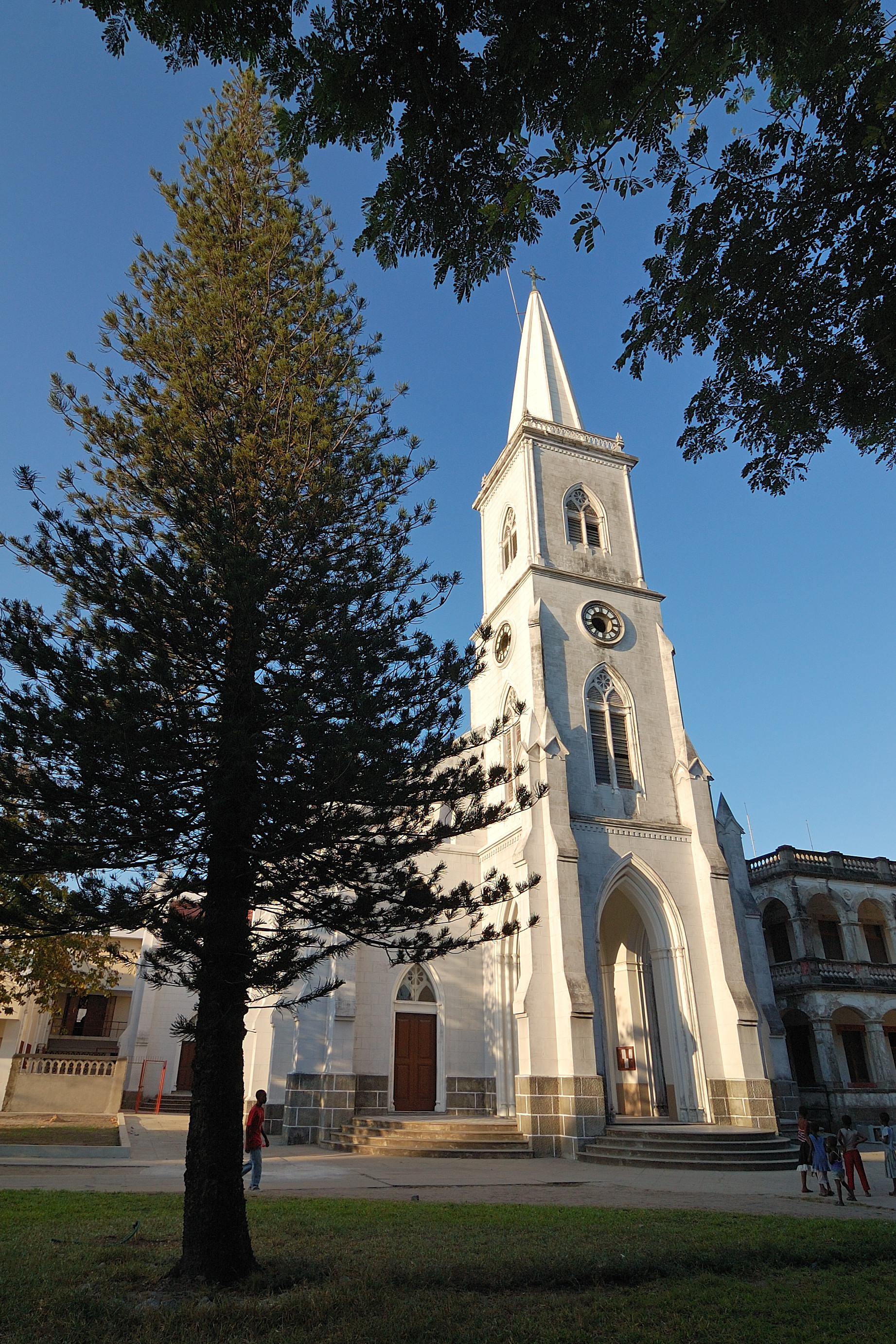
Catedral Metropolitana de Nossa Senhora do Rosário in Beira

- Beira: Catedral Metropolitana de Nossa Senhora do Rosário, röm. katholisch
- Chimoio: Catedral de Maria Imaculada, röm.-katholisch
- Gurué: Catedral de Santo António de Lisboa, röm.-katholisch
- Ilha de Moçambique: welche der Kirchen aus dem 16. Jh. als Kathedrale fungierte, ist nicht ganz klar, röm. katholisch
- Maputo: Nossa Senhora da Conceição, 1936–1944, röm. katholisch
- Maputo: Catedral Ortodoxa dos Arcanjos Micael e Gabriel, 1958–1960, griechisch-orthodox
- Nampula: Catedral da nossa senhora Fátima, Bauzeit?, röm. katholisch
- Tete: Catedral de São Tiago Maior, röm.-katholisch

## Namibia
- Rundu: St. Marien Kathedrale, röm.-katholisch
- Windhoek:
  - Christuskirche, 1910, evangelisch-lutherisch
  - Georgskathedrale, 1924, anglikanisch
  - St. Marien-Kathedrale, 1908, röm.-katholisch

## Niger
- Maradi: Kathedrale Unserer lieben Frau von Lourdes, röm.-katholisch
- Niamey: Kathedrale Unserer lieben Frau von der immerwährenden Hilfe, röm.-katholisch

## Nigeria
- Ahiara, Mater Ecclesiae Cathedral, röm.-katholisch
- Enugu, Holy Ghost Cathedral, röm.-katholisch
- Ibadan, St. Mary’s Cathedral, röm.-katholisch
- Jos, Cathedral of Our Lady of Fatima, röm.-katholisch
- Lagos, Holy Cross Cathedral, röm.-katholisch
- Onitsha, Cathedral Basilica of the Most Holy Trinity, röm.-katholisch

## Ruanda
- Kabgaye, Kathedralbasilika Unserer Lieben Frau, Bauzeit 1920–1925, röm.-katholisch

## Sambia

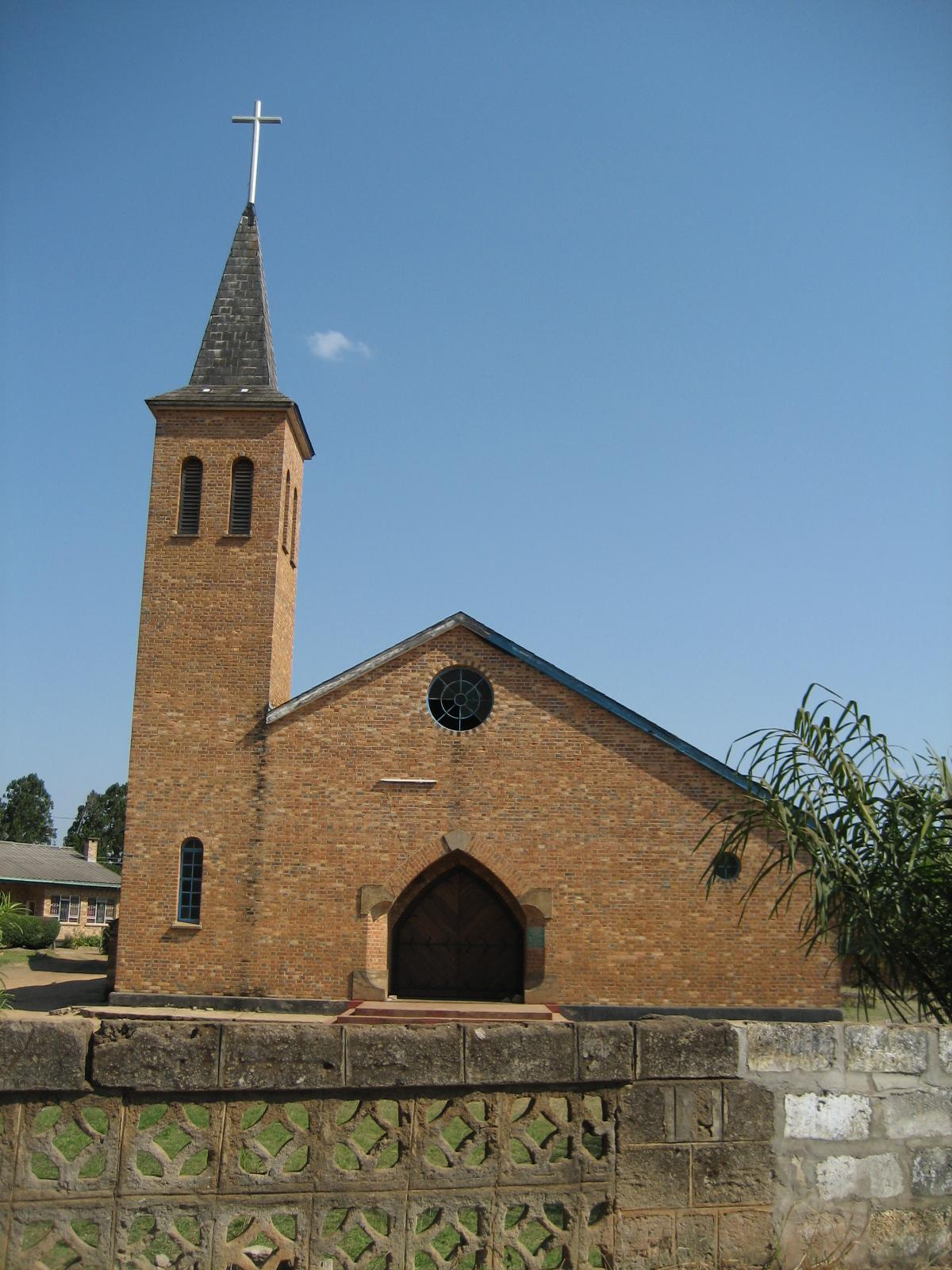
Cathedral of the Assumption of Our Lady in Mansa

- Chipata, Cathedral of St. Anne, röm.-katholisch
- Kabwe, Sacred Heart Cathedral, röm.-katholisch
- Kasama, Cathedral of St. John the Apostle, röm.-katholisch
- Lusaka, Cathedral of the Holy Cross, 1957–1962, anglikanisch
- Lusaka, Cathedral of the Child Jesus, röm.-katholisch
- Mansa, Cathedral of the Assumption of Our Lady, röm.-katholisch
- Mongu,Cathedral of Our Lady of Lourdes, röm.-katholisch
- Solwezi, Cathedral of St. Daniel, röm.-katholisch

## São Tomé e Príncipe
- São Tomé, Catedral da Sé de São Tomé, 16. Jh., röm.-katholisch

## Senegal

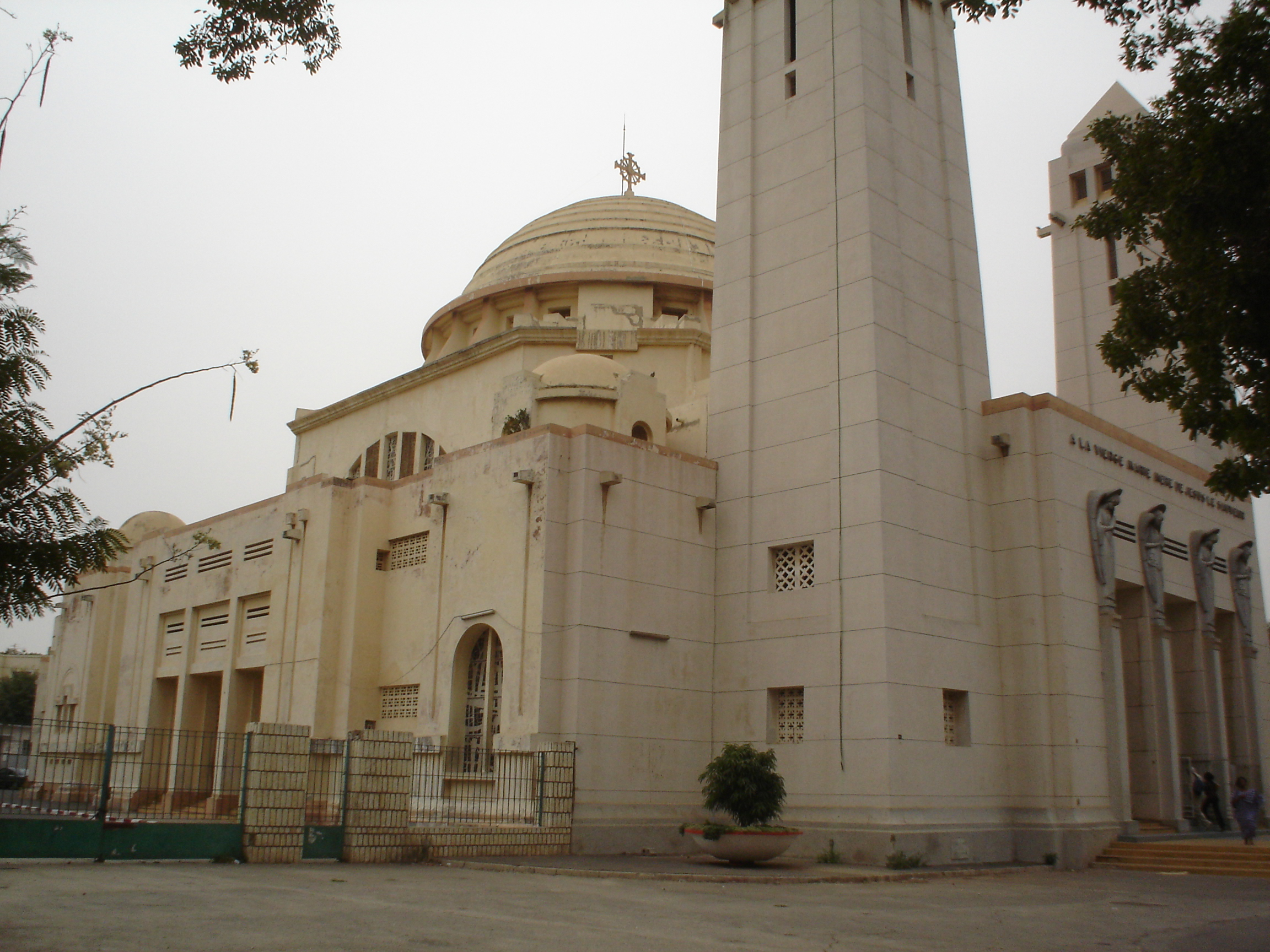
Die Kathedrale von Dakar

- Dakar: Cathédrale Notre Dame des Victoires, röm.-katholisch
- Kaolack: Cathédrale Saint-Théophile, röm.-katholisch
- Kolda: Cathédrale Notre Dame des Victoires, röm.-katholisch
- Saint-Louis: Cathédrale Saint Louis, 1828, röm.-kath.
- Tambacounda: Cathédrale Marie Reine de l’Univers, röm.-kath.
- Thiès: Cathédrale Sainte Anne, röm.-kath.
- Ziguinchor: Cathédrale Saint Antoine de Padoue, röm.-kath.

## Seychellen
- Victoria: Cathédrale de l'Immaculée Conception (der unbefleckten Empfängnis), Bauzeit 1892, Konfession röm.-katholisch

## Sierra Leone
- Freetown: Sacred Heart Cathedral, Bauzeit: 1884–1887, röm. katholisch
- Freetown: St. George’s Cathedral, ab 1817, anglikanisch
- Kenema: St. Paul’s Cathedral, röm. katholisch
- Makeni: Our Lady of Fatima Cathedral, röm. katholisch

## Simbabwe

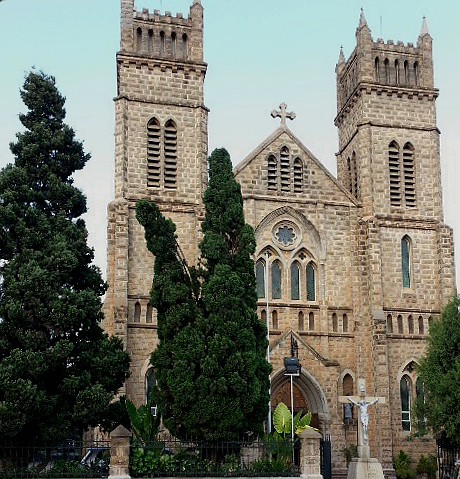
Cathedral of the Sacred Heart in Harare

- Bulawayo: Kathedralbasilika Maria Immaculata, 1905, röm.-kath.
- Chinhoyi: Kathedrale St. Peter, röm.-kath.
- Gokwe: Kathedrale St. Johannes, röm.-kath.
- Gweru: Kathedrale St. Theresa, röm.-kath.
- Harare: Kathedrale Heiliges Herz, röm.-kath.
- Hwange: Kathedrale St. Ignatius, röm.-kath.
- Masvingo: Kathedrale St. Peter and Paul, röm.-kath.
- Mutare: Kathedrale Trinitatis, röm.-kath.

## Somalia
- Kathedrale von Mogadischu, röm.-katholisch, 1928, bis 1991 genutzt, seit 2008 Ruine

## Sudan
- Khartum:
  - St.-Matthäus-Kathedrale, 1904, röm.-kath., Vorgängerbau von 1847 beim Mahdi-Aufstand zerstört
  - Allerheiligen-Kathedrale, 1979–1983, anglikanisch
  - Alte Allerheiligen-Kathedrale, 1904–1912 anglikanisch, 1971 konfisziert, seit 2000 Museum
- Ruinenstädte mittelalterlicher nubischer Reiche:
  - Alt Dunqula (Reich von Makuria): Kirche der Granitsäulen, 7. Jh., im 14. Jh. durch Erdbeben beschädigt, später durch Brand zerstört
  - Faras (Reich von Makuria): Kathedrale von Faras, 622 ff., im 14. Jh. aufgegeben
  - Sai (Reich von Makuria): Kathedrale von Sai
  - Soba (Reich von Alwa): Kirche auf Hügel C

## Südafrika

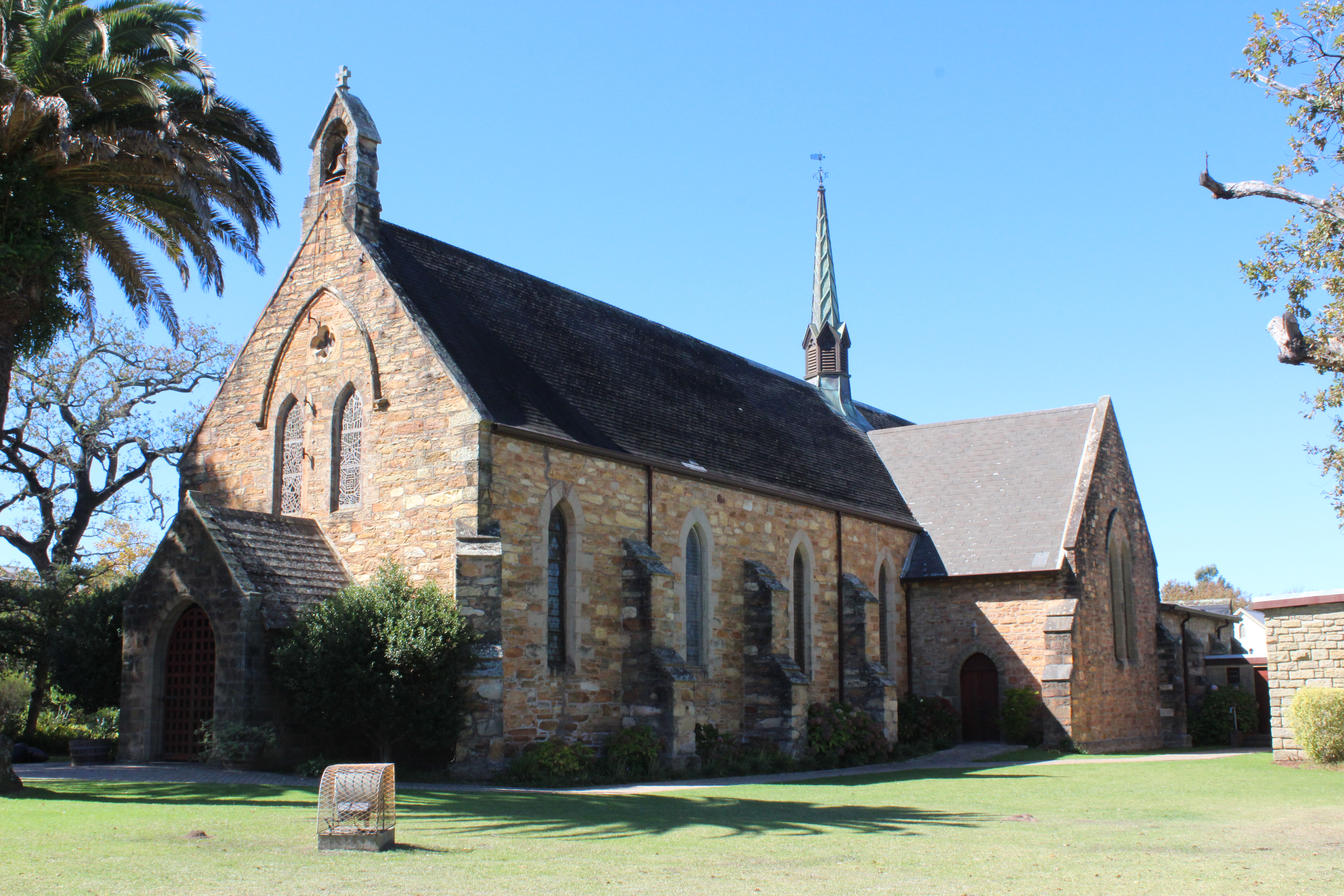
St. Mark’s Cathedral in George

- Dundee: Cathedral of St. Francis of Assisi, röm.-katholisch
- Durban: Emmanuel Cathedral, röm.-katholisch
- George: St. Mark, 1849–1850, anglikanisch
- Johannesburg: Cathedral of Christ the King, röm.-katholisch
- Kapstadt: St. Mary of the Flight into Egypt, röm.-katholisch
- Pretoria: Sacred Heart Cathedral, röm.-katholisch
- Bloemfontein: Sacred Heart Cathedral, röm.-katholisch

## St. Helena
- Jamestown: Kathedrale St. Paul, 1850–1851, anglikanisch

## Tansania

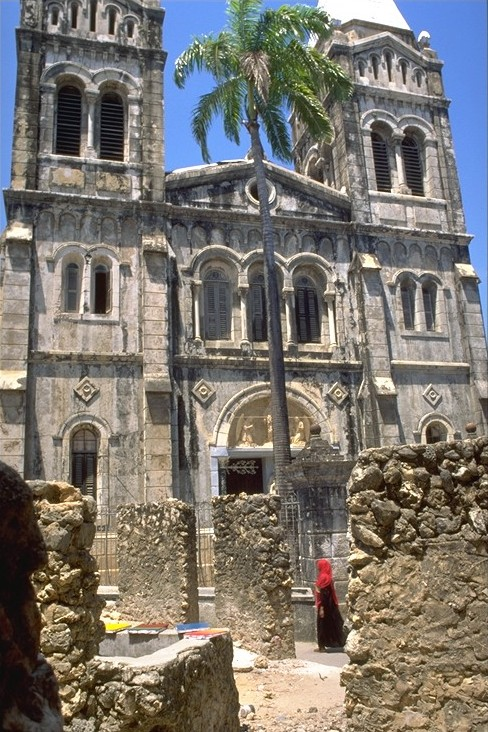
St.-Josephs-Kathedrale in Sansibar

- Arusha, Metropolitanische St.-Theresien-Kathedrale, röm.-katholisch
- Daressalam:
  - Metropolitan-Kathedrale St. Josef, röm.-katholisch
  - Azania-Front-Kathedrale, evangl.-lutherisch
- Dodoma, St. Paul of the Cross Cathedral, röm.-katholisch
- Peramiho, Klosterkirche, nach 1898, röm.-katholisch
- Iringa, Kihesa Sacred Heart Cathedral, röm.-katholisch
- Mbeya, Christ the King Cathedral, röm.-katholisch
- Mwanza, Metropolitan Cathedral of the Epiphany, röm.-katholisch
- Ndanda, Klosterkirche, nach 1907, röm.-katholisch
- Sansibar, St.-Josephs-Kathedrale, röm.-katholisch
- Songea, Metropolitanische St.-Matthias-Mulumba-Kalemba-Kathedrale, röm.-katholisch
- Tabora, St. Theresa’s Metropolitan Cathedral, röm.-katholisch
- Tanga, St. Anthony’s Cathedral, röm.-katholisch

## Togo

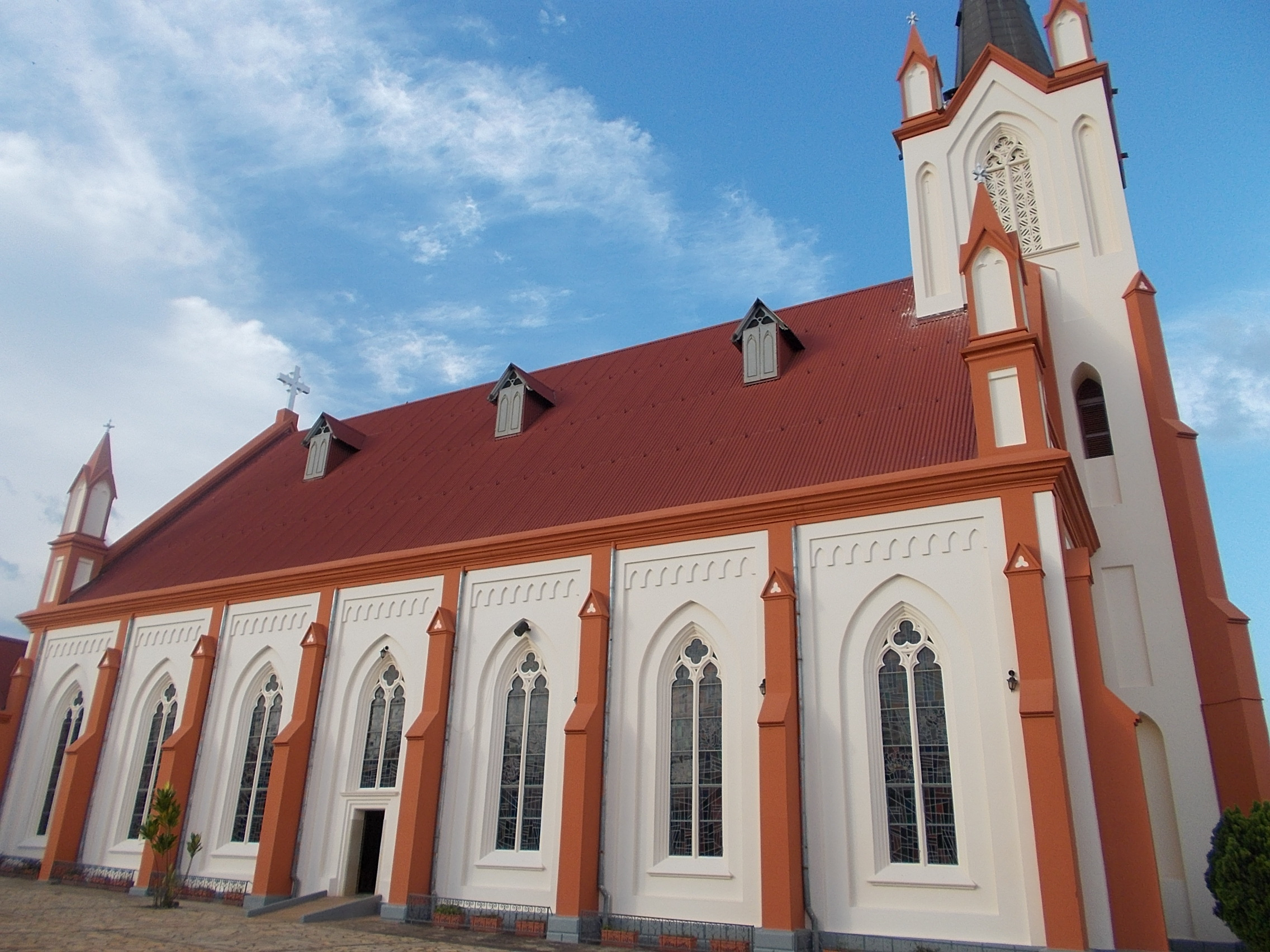
Kathedrale des Heiligen Geistes in Kpalimé

- Aného: Kathedrale St. Peter und Paul, Konfession
- Atakpamé: Cathédrale Notre-Dame de la Trinité, röm.-katholisch
- Dapaong: Kathedrale Sankt Charles Lwanga, röm.-katholisch
- Kara: Saints Pierre et Paul, röm.-katholisch
- Kpalimé: Kathedrale Heiliger Geist, Konfession röm.-katholisch
- Lomé: Herz-Jesu-Kathedralkirche, Bauzeit 1901–1902, Konfession röm.-katholisch
- Sokodé: Kathedrale Sankt Theresa, röm.-katholisch

## Tschad
- Goré: Cathedral of St. Mary of the Angels
- Laï: Cathédrale de la Sainte-Famille (Konkathedrale)
- Moundou: Cathédrale du Sacré Coeur
- N’Djamena: Cathédrale de Notre-Dame
- Sarh: Cathédrale Notre Dame de l’Immaculée Conception

## Tunesien
- Tunis: Cathédrale St Vincent de Paul, Bauzeit 1893–1897, (röm.-katholisch)
- Karthago: Cathédrale St. Louis, Bauzeit 1884–1890, (ehemalige Kathedrale, jetzt Teil des Nationalmuseums)

## Uganda

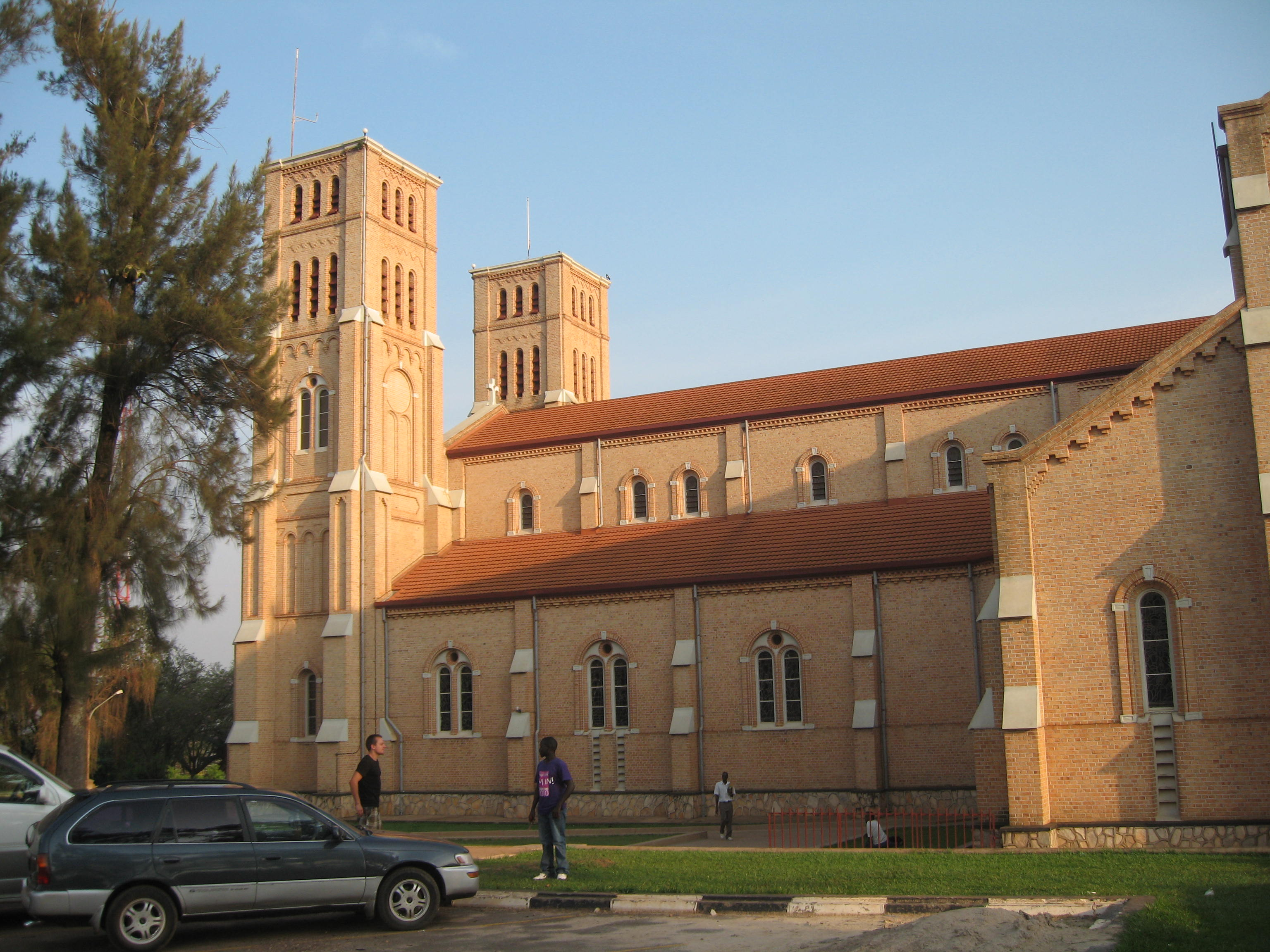
Die Kathedrale von Kampala

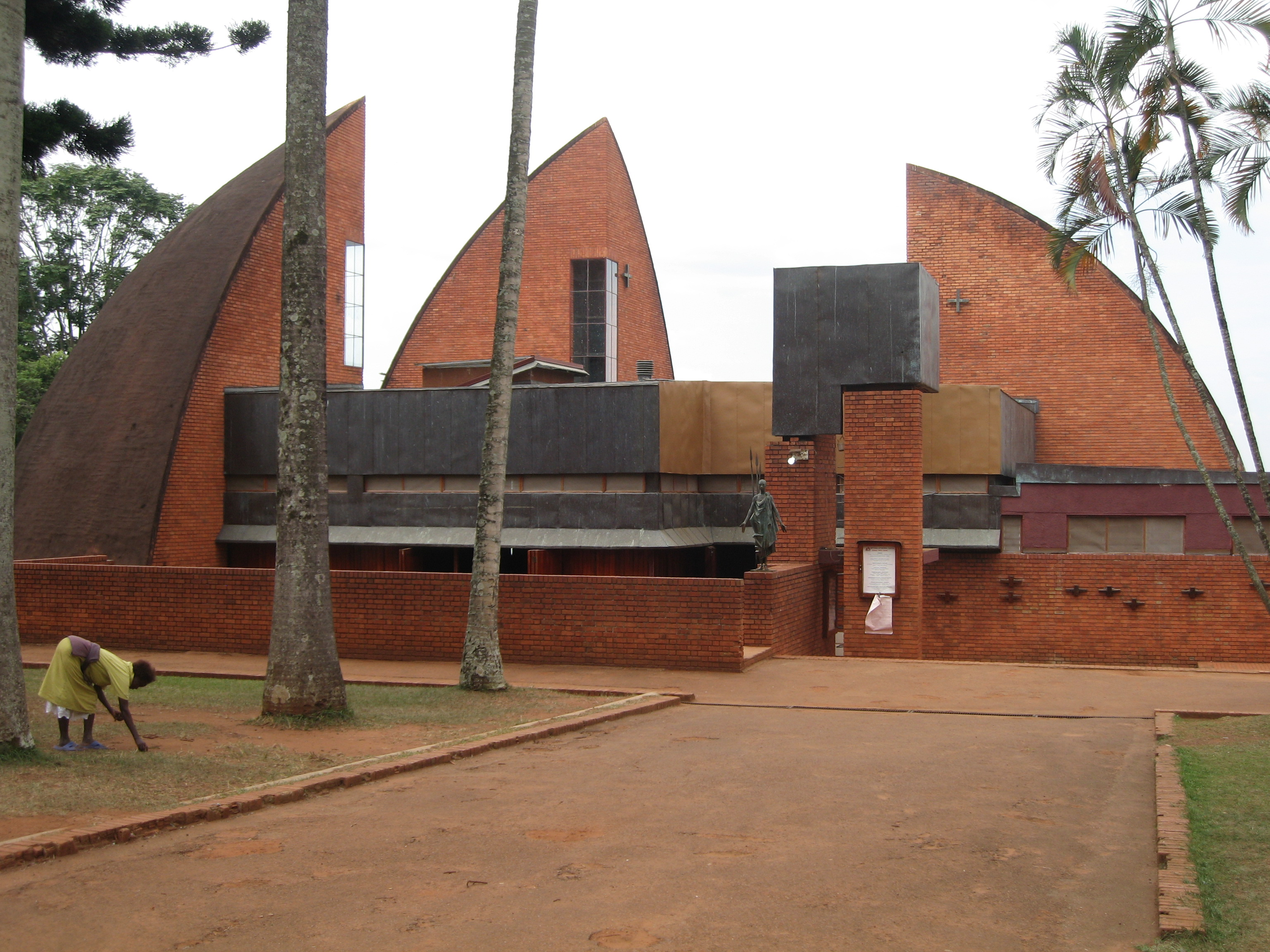
Die Kathedrale von Mityana

- Arua: Sacred Heart Cathedral, röm.-katholisch
- Gulu: St. Joseph’s Cathedral, röm.-katholisch
- Jinja: St. Joseph’s Cathedral, röm.-katholisch
- Kabale: Our Lady of Good Shepherd Cathedral, röm.-katholisch
- Kampala:
  - St. Mary’s Cathedral, 1914–1925, röm.-katholisch
  - Saint Paul’s Cathedral Namirembe, 1915–1919, anglikanisch
- Lira: Holy Martyrs of Uganda Cathedral, röm. katholisch
- Lugazi: St. Mary, Queen of Peace, röm.-katholisch
- Luweero: Our Lady Queen of Peace Cathedral, röm.-katholisch
- Masaka: Our Lady of Sorrows Cathedral, röm.-katholisch
- Mbarara: Our Lady of Perpetual Help Cathedral, röm.-katholisch
- Mityana: St. Noa Mawaggali Cathedral, 1963–1965, röm.-katholisch
- Moroto: Regina Mundi Cathedral, röm.-katholisch
- Nebbi: Immaculate Heart of Mary Cathedral, röm.-katholisch
- Soroti: Immaculate Conception Cathedral, röm.-katholisch
- Tororo (Mbale): Cathedral of the Uganda Martyrs, röm.-katholisch

## Zentralafrikanische Republik
- Alindao: Cathédrale Sacré-Coeur, röm.-katholisch
- Bangui: Cathédrale Notre-Dame, röm.-katholisch
- Kaga-Bandoro: Cathedral of St. Therese of the Child Jesus, röm.-katholisch